# Guttormur Andrasson
Guttormur Andrasson (død 1572 i Bergen) var en færøsk bonde, der fra 1544 til 1572 var Færøernes lagmand.
Han var søn af tidligere lagmand Andras Guttormsson fra Sumba på Suðuroy og far til den senere lagmand Ísak Guttormsson.